# İlyas
İlyas ist ein türkischer männlicher Vorname. Der Name geht auf Elias, die Latinisierung von altgriechisch Ἠλίας und hebräisch אֵלִיָּהוּ Elijáhu, zurück und stammt vom Propheten Elija aus dem Alten Testament. Er bedeutet „Mein Gott ist JHWH“.

## Herkunft und Bedeutung
Der Name Ilyas wird in mehreren Koranstellen für den Propheten Elijah verwendet, so in Sure 6:85 und Sure 37:123. Es handelt sich dabei um eine Ableitung aus dem altgriechischen Ελιας.

## Namensträger
- İlyas Çakmak (* 1988), türkischer Fußballspieler
- İlyas Çanakçı (* 2001), türkischer Läufer
- İlyas Has (1945–1984), türkischer Revolutionär
- İlyas Kahraman (* 1976), türkischer Fußballspieler und -trainer
- İlyas Salman (* 1949), türkischer Schauspieler, Filmregisseur und Autor
- İlyas Tüfekçi (* 1960), türkischer Fußballspieler und -trainer
- İlyas Yalçıntaş (* 1989), türkischer Popmusiker
- İlyas Yılmazer (* 1992), türkischer Fußballspieler